# Moechotypa assamensis
Moechotypa assamensis är en skalbaggsart som beskrevs av Stefan von Breuning 1936. Moechotypa assamensis ingår i släktet Moechotypa och familjen långhorningar.
Artens utbredningsområde är Assam (Indien). Inga underarter finns listade i Catalogue of Life.